# Das Spiel (Würfelspiel)

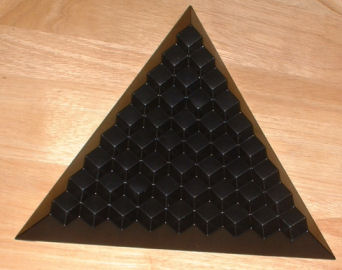
Spielplattform

Das Spiel ist ein Würfelspiel des Spieleautors Reinhold Wittig. Es erschien 1979 in Wittigs Spieleverlag Edition Perlhuhn und erhielt von der Jury zum Spiel des Jahres den Sonderpreis „Schönes Spiel“ 1980. 1986 wurde das Spiel von Franckh-Kosmos neu verlegt. 2004 erschien dann eine Neuauflage von Abacusspiele mit nur 166 Würfeln, welche durch das 2005 erschienene Spiel 55 erweitert werden kann.

## Spielmaterial
- 1 Spielplattform
- 281 Spielwürfel in den vier Farben Blau, Grün, Rot und Schwarz, (10 blaue, 90 rote, 90 grüne, 90 schwarze, 1 goldener Würfel)

## Besonderheiten
Reinhold Wittig produzierte die Spielplattform, auf der sich die Würfel versetzt übereinander stapeln lassen und ermunterte dann die Käufer, zusätzlich eigene Spiele mit diesem Spielmaterial zu erfinden:

„Ich bin oft gefragt worden, wie man das macht, Spiele erfinden. Den Antworten möchte ich nun eine kurze hinzufügen, die vielleicht die vielen unterschiedlichen Möglichkeiten einer Spieleerfindung am besten zeigt. Diese Antwort ist gleichzeitig eine Aufforderung:
Spiele!
Erfinden Sie selbst Regeln zu der Würfelpyramide. Spielen Sie mit Zahlen, mit Farben, mit dem Zufall, vor allem mit dem Spaß!“

Auf der Website von Spielonaut heißt es dazu:

„Da Das Spiel aus den stets um Engagement und Kreativität bemühten achtziger Jahren stammt, einer Zeit, in der bloßes „Konsumieren“ auch unter Spielefreunden verpönt war, verzichtete Autor Reinhold Wittig in der ersten Auflage bewußt auf Regeln – sollte man sich doch selbst welche ausdenken.“

Mit der Spielplattform und den 281 Würfeln lassen sich mehr als 50 verschiedene Spiele spielen, dazu gehören Strategiespiele ebenso wie Glücksspiele und Geschicklichkeitsspiele. Man kann die Würfel entweder als Spielsteine oder als Baumaterial benutzen. Eine ganze Reihe von Spielen eignet sich auch für drei Teilnehmer, ohne dass ein Spieler bevorteilt oder benachteiligt ist.
Gab es in der ersten Ausgabe noch ein Heft mit mehr als 50 Spielen, so sind davon nur noch fünf übrig geblieben, wobei ein neues hinzugekommen ist. Aber weiterhin sind die Spieler aufgerufen, eigene Spiele zu entwerfen und diese an den Hersteller zu schicken. Die interessantesten Vorschläge will der Verlag Abacusspiele auf seiner Internetseite veröffentlichen.
Der Sachbuchautor und Spielerfinder Erwin Glonnegger hebt dieses Spiel in seinem Spielebuch besonders hervor, indem er schrieb:

„Dieses Spiel ist ein Meilenstein auf dem Weg, der im Deutschland des ausgehenden 20. Jahrhunderts zu einer Kultur des Gesellschaftsspiels führte, wie sie seither einmalig ist.“

## Spielvarianten
Die mehr als 50 Spielmöglichkeiten sind unterteilt in folgende Kategorien:
1. Geschicklichkeitsspiele
2. Glücksspiele
3. Zwei besondere Spiele
4. Aufbauspiele
5. Umbauspiele
6. Abbauspiele
7. Brettspiele
8. Taktik in 3-D
9. Mein Spiel